# Jubaeopsis caffra
Jubaeopsis es un género monotípico con una única especie: Jubaeopsis caffra de la familia de las palmeras (Arecaceae).

## Distribución
Es originaria de Sudáfrica, donde cada vez es más rara debido a la pérdida de hábitat. Este árbol es un fósil viviente, se la considera el último linaje de las palmeras que se generalizaron en el sur de África en tiempos prehistóricos.

## Hábitat
La especie crece desde justo por encima del nivel del mar hasta las cimas de piedra arenisca de bosques empinados y acantilados, incluso en zonas de niebla salina.

## Descripción
La palma de Pondo (uMkomba) Jubaeopsis caffra Becc. (etimol. opsis parecida a Jubaea y caffra: sudafricana). Esta extraña palmera sudafricana de tronco de unos 45 centímetros, hojas pinadas y peciolos amarillos. Frutos de unos 2 cm de diámetro, con un sabor similar a los del coco.
Prospera tanto en climas cálidos-templados como tropicales. Emparentada con las Jubaea y las Butia, en la subtribus Butiineae, tiene aspecto de cocotero y puede llegar hasta los 6 m de altura. Las semillas de Jubaeopsis se colectan difícilmente como también es raro verla en cultivo y en estado silvestre, sólo crece en dos lugares muy remotos de Sudáfrica. En los ríos Msikaba y Mtentu, en la costa de Transkei, Pondoland.
Estado de conservación: vulnerable

## Cultivo
Su reproducción por semilla es pobre, pero las plantas retoñan enérgicamente.

## Taxonomía
Jubaeopsis caffra fue descrito por Odoardo Beccari y publicado en Webbia 4: 173. 1913.
Etimología
Jubaeopsis: nombre genérico que combina el nombre del género Jubaea con el sufijo -opsis = "similar", significando "similar a Jubaea".
caffra: epíteto que significa "de Sudáfrica".